# Pohoří (kraj hradecki)
Pohoří – gmina w Czechach, w powiecie Rychnov nad Kněžnou, w kraju hradeckim.
1 stycznia 2017 gminę zamieszkiwały 683 osoby, a ich średni wiek wynosił 39,3 roku.